# Wieżyca (Stężyca)
Wieżyca (kaschubisch Wieżëca) ist ein Dorf im Powiat Kartuski der Woiwodschaft Pommern in Polen. Es gehört zum Schulzenamt Szymbark (deutsch Schönberg) der Landgemeinde Stężyca. Zum Ort gehören der ehemalige Wohnplatz Gasthaus (zum) Thurmberg bzw. Wilhelmshöhe und der Bahnhof Thurmberg bzw. Haltepunkt Wieżyca an der Strecke Bahnstrecke Kościerzyna–Gdynia. Namensgebend ist die 329 m n.p.m. hohe Wieżyca (Turmberg).

## Geographie

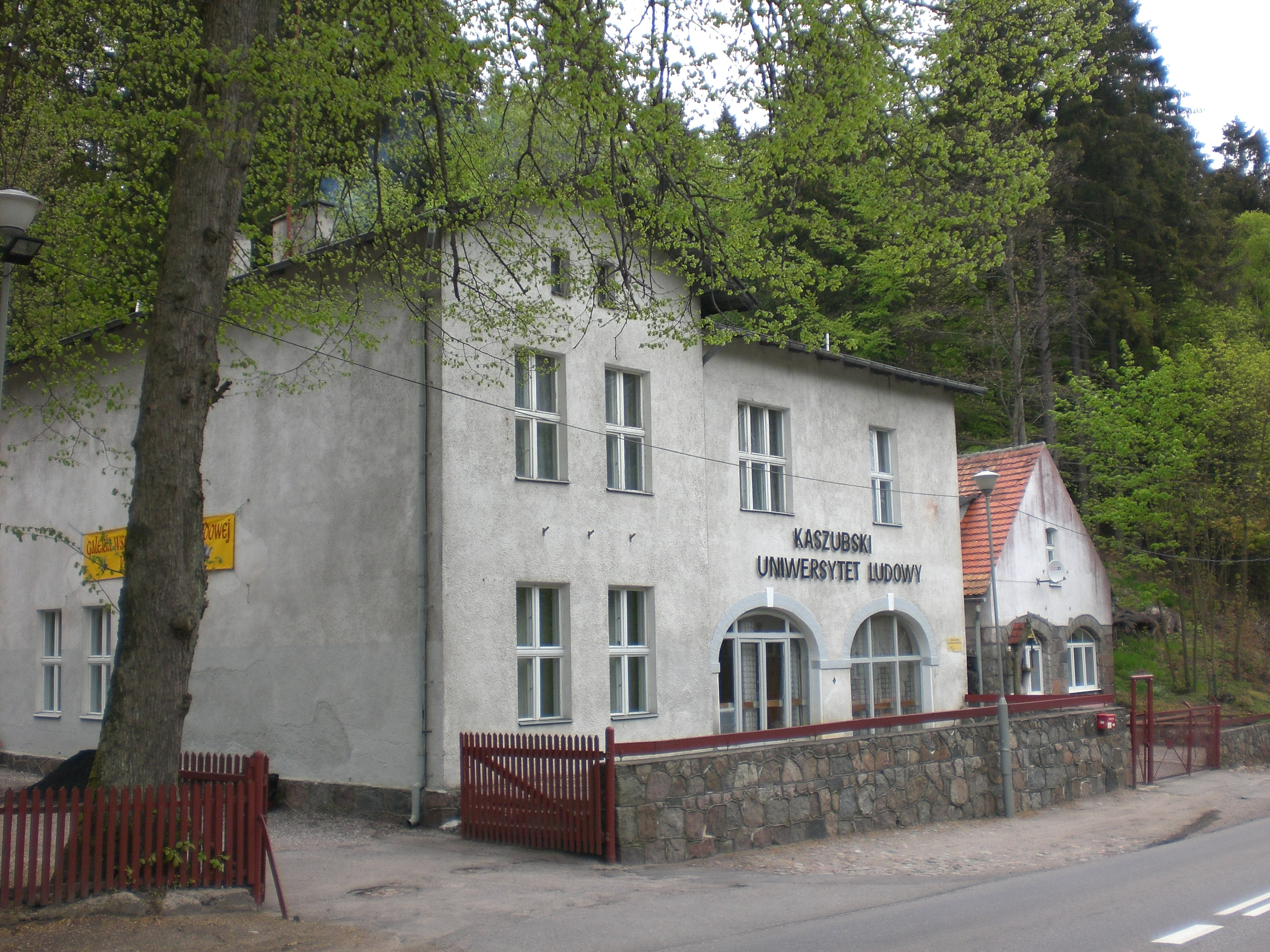
Die Kaschubische Volkshochschule in Wieżyca (Wilhelmshöhe)

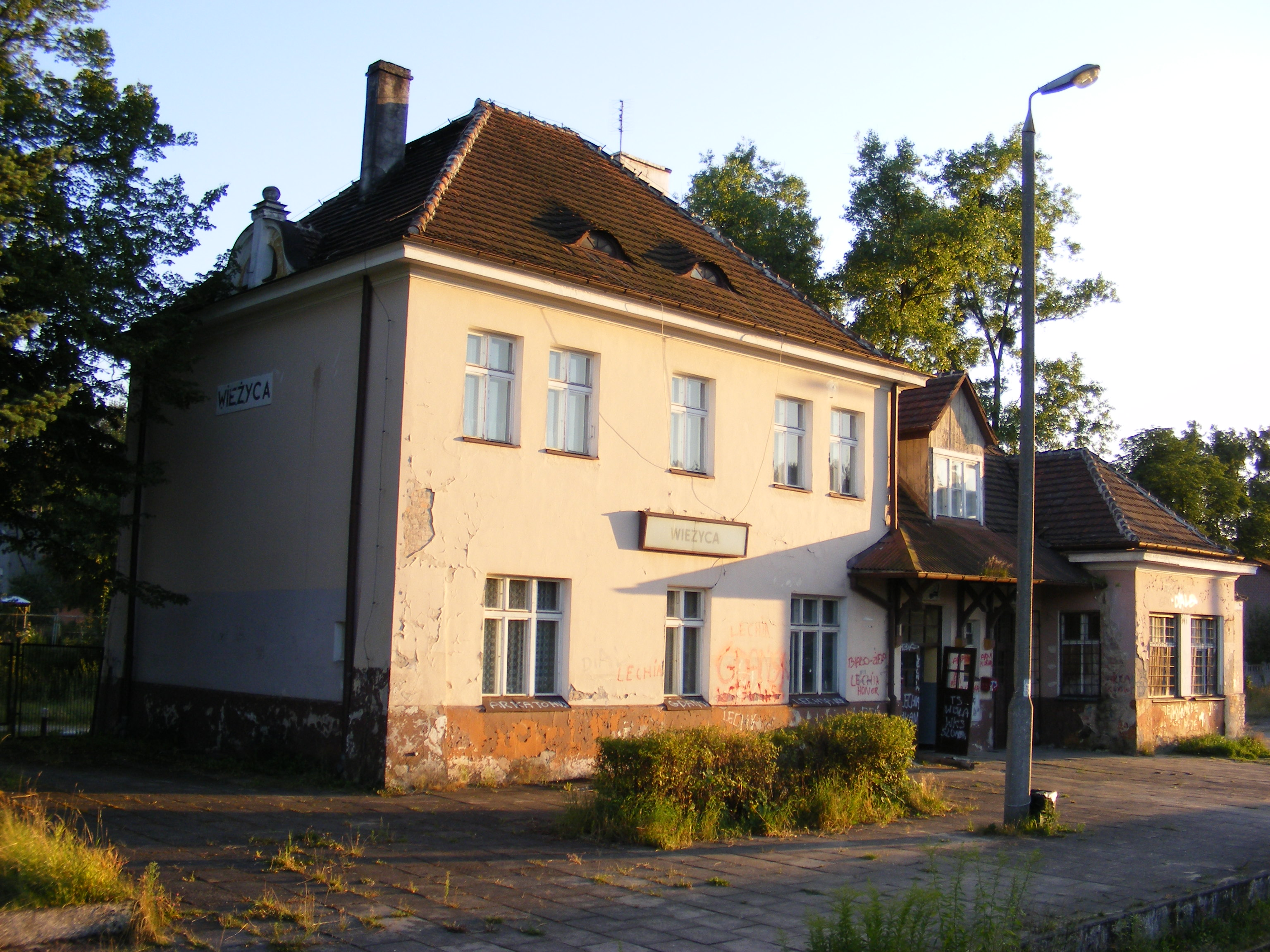
Wieżyca, Gebäude des ehemaligen Bahnhofs Thurmberg

Die Wieżyca (deutsch Turmberg) ist der höchste Berg im nördlichen Polen bzw. auch die höchste Erhebung zwischen dem Harz im Westen und der Dsjarschynskaja Hara in Belarus. Wieżyca (Wilhelmshöhe) liegt im Süden, Wieżyca an der Bahnlinie (Bahnhof Thurmberg) im Norden des Bergs. Im Osten von (Wilhelmshöhe) liegt der Ortsteil Drozdowo (Drosdowen) von Szymbark, das Dorf Szymbark selbst liegt zwei Kilometer westlich und das Dorf Rybaki (Fischershütte) in der Landgemeinde Somonino zwei Kilometer östlich. Im Westen von Wieżyca an der Bahnlinie liegt die Siedlung Kolano mit den Ortsteilen Niebo und Piekło (Pieklo), im Osten liegen Ortsteile von Rybaki, Szymbark liegt sechs Kilometer südwestlich.
Die Landschaft gehört zur Kaschubischen Seenplatte. Danzig und Gdynia (Gdingen) liegen jeweils fünfzig Kilometer östlich, Kościerzyna (Berent) zwanzig Kilometer südwestlich und Stężyca (Stendsitz) zwölf Kilometer westlich.

## Geschichte
Mit den Polnischen Teilungen kam das Gebiet der heutigen Gemeinde 1772 zum Königreich Preußen und zur Provinz Westpreußen. Der Wohnplatz Gasthaus Thurmberg gehörte zur Landgemeinde Schönberg im gleichnamigen Amtsbezirk des Landkreises Karthaus. Evangelische waren in Schönberg eingepfarrt. Die Katholiken gingen in Berent zur Kirche. Der Wohnplatz hatte 1905 sieben Einwohner.
Die Preußischen Staatseisenbahnen eröffneten im November 1901 die Bahnstrecke von Berent nach Semlin mit dem Bahnhof Thurmberg. Sie wurde um 1930 zur Kohlenmagistrale im Polnischen Korridor ausgebaut.
Denn aufgrund der Bestimmungen des Versailler Vertrags fiel das Gebiet nach dem Ersten Weltkrieg 1920 an die Zweite Polnische Republik. Nach dem Überfall auf Polen wurde es völkerrechtswidrig zum deutschen Reichsgebiet erklärt. In der Folge des Zweiten Weltkriegs gelangte Westpreußen an Polen. Die deutsche Minderheit und ein Teil der Kaschuben wurde vertrieben.
Von 1975 bis 1998 gehörten Dorf und Landgemeinde zur Woiwodschaft Danzig, der Powiat war in dieser Zeit aufgelöst.

## Tourismus und Kultur
Neben den Wanderwegen zum Aussichtsturm auf der Wieżyca mit Ausblick über die Kaschubischen Schweiz. In Wieżyca (Wilhelmshöhe) hat die Kaszubski Uniwersytet Ludowy (Kaschubische Volkshochschule) ihren Sitz. Im selben Gebäude befindet sich auch ein Hostel.

## Verkehr
Die ehemalige Wilhelmshöhe liegt an der Landesstraße DK20. Sie führt von Stargard (Stargard in Pommern) nach Gdynia.
Die Bahnstrecke Kościerzyna–Gdynia (Berent-Gdingen) mit der Station Wieżyca wird von der Stadtbahn SKM der Dreistadt bedient.
Der nächste internationale Flughafen ist Danzig.